# داستين هوبكينز
داستين هوبكينز (بالإنجليزية: Dustin Hopkins)‏ هو لاعب كرة قدم أمريكية أمريكي، ولد في 1 أكتوبر 1990 في أوستن في الولايات المتحدة.

## وصلات خارجية
- داستين هوبكينز على موقع مرجع كرة القدم المحترفة.كوم (الإنجليزية)